# Salvador Alvarado
Salvador Alvarado Rubio (Culiacán, Sinaloa, México; 16 de septiembre de 1880-Tenosique, Tabasco, México; 10 de junio de 1924) fue un militar y estadista mexicano que participó en la Revolución mexicana, general del Ejército Constitucionalista bajo las órdenes de Venustiano Carranza. Fue gobernador de Yucatán de 1915 a 1917. El municipio Salvador Alvarado en el estado de Sinaloa, sitio de su nacimiento, está nombrado en su honor.

## Inicios
Nació el 16 de septiembre de 1880 en la ciudad de Culiacán en el estado de Sinaloa. Fue sinaloense de nacimiento, sonorense por adopción y yucateco por su obra. Sus padres fueron Timoteo Alvarado y Antonia Rubio, con quienes se trasladó a la localidad yaqui de Pótam, Sonora a los 8 años de edad. En su juventud se mudó al puerto de Guaymas a trabajar en la farmacia de Luis G. Dávila. Más adelante abre su propia botica en la ciudad de Cananea y también se desempeña como comerciante; ahí se adhiere al Partido Liberal Mexicano. Aparentemente simpatizó con la Huelga de Cananea. Contrario a la séptima reelección del presidente Porfirio Díaz, Alvarado inmediatamente apoyó al movimiento antirreeleccionista, convirtiéndose en propagador clandestino de las ideas de Ricardo Flores Magón. Fue de los primeros en tomar las armas a favor de Francisco I. Madero: participó en el frustrado asalto al cuartel de Hermosillo en 1910; algunos de los involucrados en este hecho fueron fusilados, mientras otros, entre ellos Alvarado, escaparon rumbo a Arizona. En 1911, bajo las órdenes de Juan G. Cabral, alcanzó los grados de mayor y de teniente coronel. Alvarado combatió la defección de Pascual Orozco y llegó a ser jefe de un Cuerpo Auxiliar Federal. A raíz de los sucesos de febrero de 1913, Alvarado desconoció a Victoriano Huerta y se sumó a la lucha constitucionalista. Venustiano Carranza lo ascendió a Coronel y lo nombró Jefe de la zona central de Sonora; ya como General se convirtió en uno de los miembros más prominentes del constitucionalismo sonorense, aunque con independencia política respecto a Álvaro Obregón.

## Constitucionalismo
Siendo General, queda bajo el mando de las tropas revolucionarias que sostuvieron el sitio de Guaymas. Ocupó este puerto en julio de 1914, y el mes siguiente fue traicionado y aprehendido por sus propios soldados, quienes se habían sumado a la rebelión de José María Maytorena (quien había traicionado a Venustiano Carranza). Fue confinado en la penitenciaría de Hermosillo, y en octubre de 1914, fue liberado por órdenes de la Convención de Aguascalientes. Poco después, Carranza se estableció en el puerto de Veracruz y encomendó a Alvarado la tarea de reorganizar las tropas constitucionalistas de Puebla y Tlaxcala.

## Presencia en Yucatán

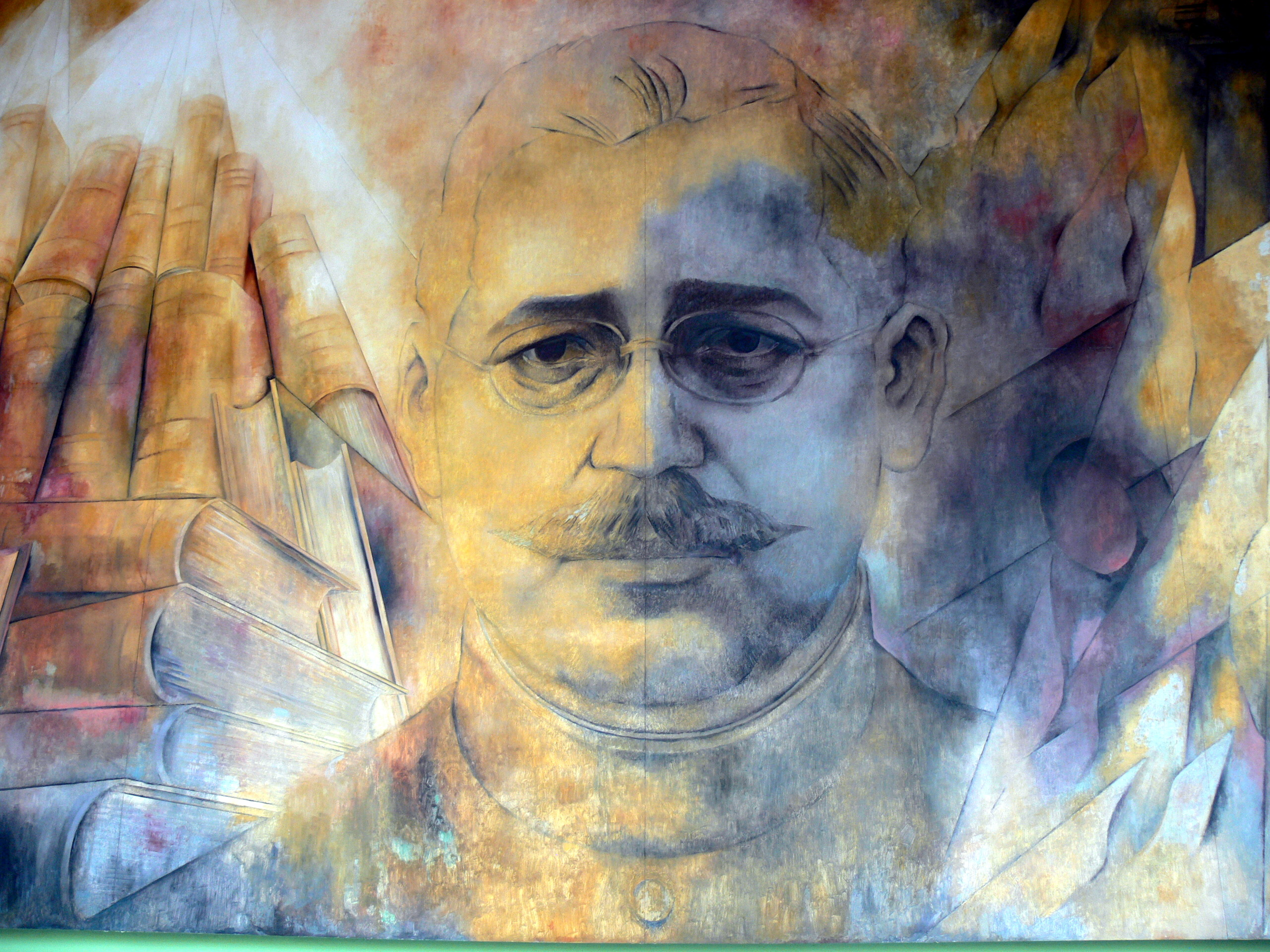
Salvador Alvarado en un mural del pintor yucateco Fernando Castro Pacheco, expuesto en el Palacio de Gobierno de Yucatán, en Mérida.

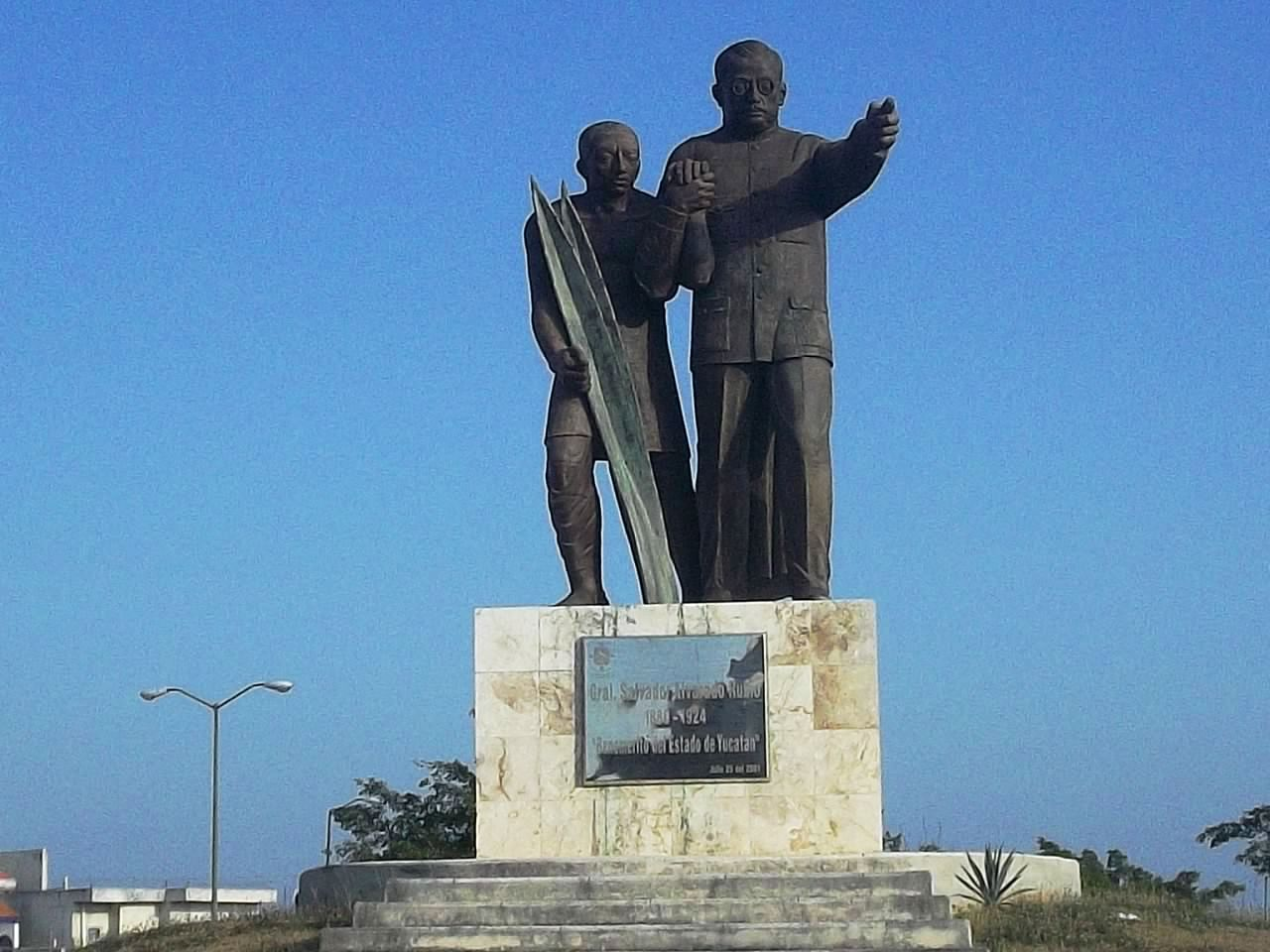
Monumento a Salvador Alvarado.

Al levantamiento en Yucatán de Abel Ortiz Argumedo, el general que depuso al gobernador carrancista Toribio de los Santos, Carranza designó a Salvador Alvarado comandante militar en ese Estado para que recuperara la plaza y jefaturara el movimiento constitucionalista durante el proceso revolucionario en Yucatán. El 19 de marzo de 1915 entró triunfante a Mérida, tras haber derrotado a los golpistas en Blanca Flor, localidad del estado de Campeche. La carrera política de Salvador Alvarado llegó a su cúspide cuando fue gobernador y comandante militar de Yucatán, de 1915 hasta finales de 1917.
Fue entonces cuando se manifestó como un gran reformador social, tarea en la que encontró el apoyo de Felipe Carrillo Puerto. Entre otras cuestiones trascendentes que condujo durante su gestión transformadora, estuvieron:
- Promulgó leyes de gran contenido social que fueron precursoras de la Constitución de 1917, entre las que, las más importantes fueron las denominadas "Cinco hermanas": La ley Agraria, la de Hacienda, del Trabajo, del Catastro y la Ley Orgánica de los municipios del Estado.
- Estableció la Casa del Obrero Mundial para servir de apoyo a los trabajadores yucatecos.
- Impulsó y financió el Primer Congreso Feminista de Yucatán. Hizo lo mismo con el Primer Congreso Educativo de Yucatán, que presidió Rodolfo Menéndez de la Peña
- Fundó, entre otras, las escuelas de Agricultura, de Artes y de oficios, de Bellas Artes y la de Libre Derecho Estatal.
- Expidió una importante ley de repartición de tierras y de protección a los Obreros.
- Declaró a Yucatán el primer estado seco de la República, buscando acabar el alcoholismo entre los indígenas.
- Dictó una ley para que los estudiantes se iniciaran en las prácticas democráticas al elegir a sus dirigentes.
- Combatió la prostitución y a sus principales explotadores.

Algunos de sus detractores lo han acusado, por otro lado, de haber ordenado el saqueo de la Catedral de Mérida y destruido gran cantidad de arte y bienes e inmuebles artísticos e históricos. [cita requerida]
Fue fundamental para el triunfo carrancista su contribución económica para el sostenimiento del constitucionalismo, al obtener importantes recursos de la agroindustria henequenera de Yucatán, mediante su gestión revolucionaria en tal estado. Fue entonces cuando pudo constatar las injusticias cometidas en contra de los indígenas Yaquis, a los que se vendía como esclavos en Yucatán. En cuanto a educación, promovió tendencias pedagógicas orientadas por los objetivos de reforma social, modernización económica y fortalecimiento del estado central; dichas tendencias fueron promovidas también por Plutarco Elías Calles y Adolfo de la Huerta en Sonora. Entregó el poder a su sucesor el 1 de febrero de 1918 con un "existente en caja de cinco millones de pesos en monedas de oro, hecho insólito para aquella época".

## Después de su gobierno
En 1918 fue designado comandante militar para buena parte de la Región del sureste y del Istmo, con lo que aumentó enormemente su poder político-militar, al grado de que muchos lo consideraban presidenciable para 1920. Como primer paso para una posible campaña de ascenso en el ámbito político nacional, en 1919 fundó el periódico El Heraldo de México, como un evidente intento de dar apoyo a su aspiración. Venustiano Carranza decide postular a Ignacio Bonillas, por lo que Alvarado solicitó su licencia del Ejército. Ante la negativa del permiso y por su mala relación final con Venustiano Carranza y con Álvaro Obregón, es encarcelado brevemente y poco después se exilia en Nueva York en 1920. Cuando regresa a la Ciudad de México empieza a escribir una obra de tres tomos titulada "La Reconstrucción de México. Un mensaje a los pueblos de América", la cual está influenciada por el filósofo escocés Samuel Smiles. En 1920, se adhiere al Plan de Agua Prieta, y luego se dio a la tarea de contribuir en la formación del Partido Socialista Mexicano. Adolfo de la Huerta lo nombró Secretario de Hacienda, puesto que ocupó de junio a noviembre de 1920; en ese tiempo defendió la creación del puerto libre de Guaymas ante la Cámara de Diputados. Sus antiguos enemigos, lo obligan a regresar a su exilio en Nueva York. Regresa en diciembre de 1923 para participar en la Rebelión delahuertista, destacándose en la defensa de Ocotlán durante once días donde es derrotado, obligándolo a dejar el país rumbo a Estados Unidos, saliendo por el puerto de Acapulco en dirección a San Francisco, California, y de ahí a Nueva York, donde Adolfo de la Huerta lo nombra jefe de la rebelión.

## Muerte
Regresa a México con el fin de reactivar la rebelión. Se cree que ya sabía que iba a encontrar su muerte, ya que escribe en una carta a su esposa: "Compromisos de amistad y de política me hacen volver a luchar con aquellos que convencí ir a la Revolución y debo estar con ellos; recuerda siempre que es preferible que seas viuda de un hombre valiente a la esposa de un cobarde...". En marzo de 1924 se encarga del movimiento rebelde en el sureste del país; fracasa y se ve obligado a salir del país hacia Guatemala, donde se encuentra un pequeño grupo de seguidores. Fue traicionado y emboscado el 10 de junio de 1924 en el rancho “El Hormiguero” entre Tenosique, Tabasco, y Palenque, Chiapas, por el ex pelaecista Diego Zubiaur, quien había participado en la escolta de Alvarado.